# Pompeo Magno (incrociatore)
Il Pompeo Magno è stato un incrociatore leggero appartenente alla classe Capitani Romani, settima unità in ordine di varo. Partecipò ad azioni minori nel corso della seconda guerra mondiale e, alla fine dell'estate 1943, seguì il resto della flotta da battaglia italiana a Malta secondo le disposizioni previste dall'armistizio di Cassibile. In seguito fu rischierato nel Mar Mediterraneo sotto le insegne della Marina Cobelligerante Italiana e completò missioni di supporto.
L'incrociatore fu lasciato all'Italia una volta conclusa la guerra e, negli anni cinquanta, fu estesamente modificato, riclassificato come conduttore di flottiglia e ridenominato San Giorgio con distintivo ottico D 562. Assieme al gemello Giulio Germanico parimenti convertito entrò in servizio nella Marina Militare. Dal 1965 operante come nave scuola, fu radiato nel 1979 e demolito in seguito.

## Nome e motto
La nave era intitolata al generale e politico romano Gneo Pompeo Magno (in latino: Gneus Pompeus Magnus) prima alleato e poi avversario di Gaio Giulio Cesare.
Il motto della nave Virtute duce, comite fortuna ("La virtù come guida, la fortuna come compagna") è stato tratto dalle Epistulae ad familiares di Cicerone a Lucio Munazio Planco. In precedenza era stato il motto dei sommergibili omonimi Luigi Galvani (dismesso nel 1938) e Luigi Galvani.

## Servizio operativo

### L'estate 1943 e le vicende armistiziali
Il Pompeo Magno fu una delle tre unità di questa classe entrate in servizio attivo nella Regia Marina prima dell'armistizio.

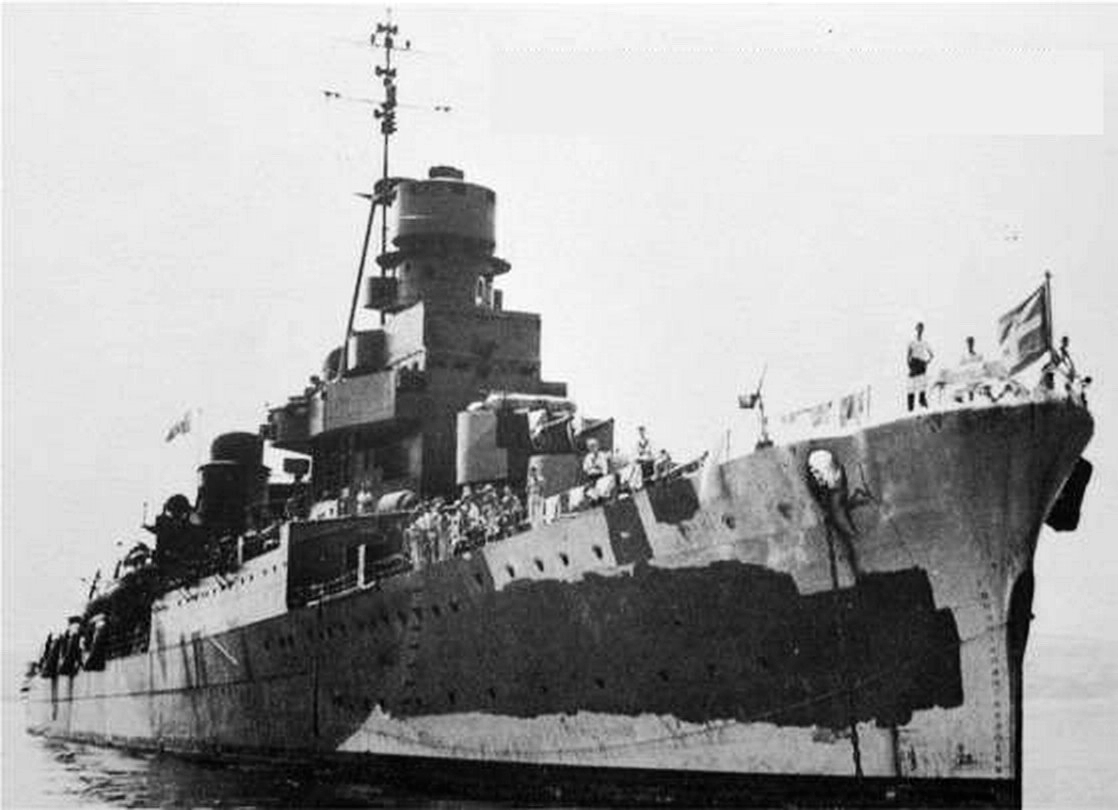
Il Pompeo Magno in navigazione di guerra con la colorazione mimetica

La sua costruzione avvenne negli stabilimenti dei Cantieri Navali Riuniti di Ancona dove il suo scafo venne impostato il 3 settembre 1939. Varato il 24 agosto 1941 e completato il 4 giugno 1943 entrò in servizio il 24 giugno successivo. Assegnato alla base di Taranto, svolse alcune missioni di posa di mine.
Secondo alcune fonti nell'estate 1943 venne equipaggiato con radar “Gufo” EC.3ter mentre la maggior parte delle fonti concorda che solamente lo Scipione venne equipaggiato con questo tipo di radar.
Il Pompeo Magno sarebbe stato protagonista nella notte tra il 12 e il 13 luglio nelle acque dello Stretto di Messina di uno scontro con cinque motosiluranti alleate che avrebbe intercettato con il radar “Gufo” EC.3ter e sulla scorta dei dati rilevati dal radar, che non avrebbe dovuto usare “per ordini superiori”, dopo aver localizzato le unità nemiche ne avrebbe affondato due in rapida successione danneggiandone gravemente una terza che sarebbe colata a picco più tardi, mentre le due rimanenti sarebbero fuggite a tutta velocità. Essendo stato nella notte tra il 16 e il 17 luglio il gemello Scipione Africano protagonista di un analogo scontro con motosiluranti nemiche sempre nelle acque dello stretto di Messina, non si può escludere, essendo stato impossibile consultare i giornali di bordo delle due unità, che si tratti di un unico episodio attribuito, da parte delle fonti, a due diversi incrociatori. Molto più probabile però che si trattasse dello Scipione, che dopo lo sbarco alleato in Sicilia, visto l'andamento delle operazioni terrestri nell'isola, in previsione di un eventuale blocco da parte Alleata dello Stretto di Messina, venne affidata la missione di forzare lo stretto e raggiungere Taranto.
All'armistizio dell'8 settembre la nave si trovava a Taranto e faceva parte insieme al gemello Scipione Africano e al Cadorna del gruppo di incrociatori alle dipendenze della V Divisione, costituita in quel momento solamente dalle Duilio.

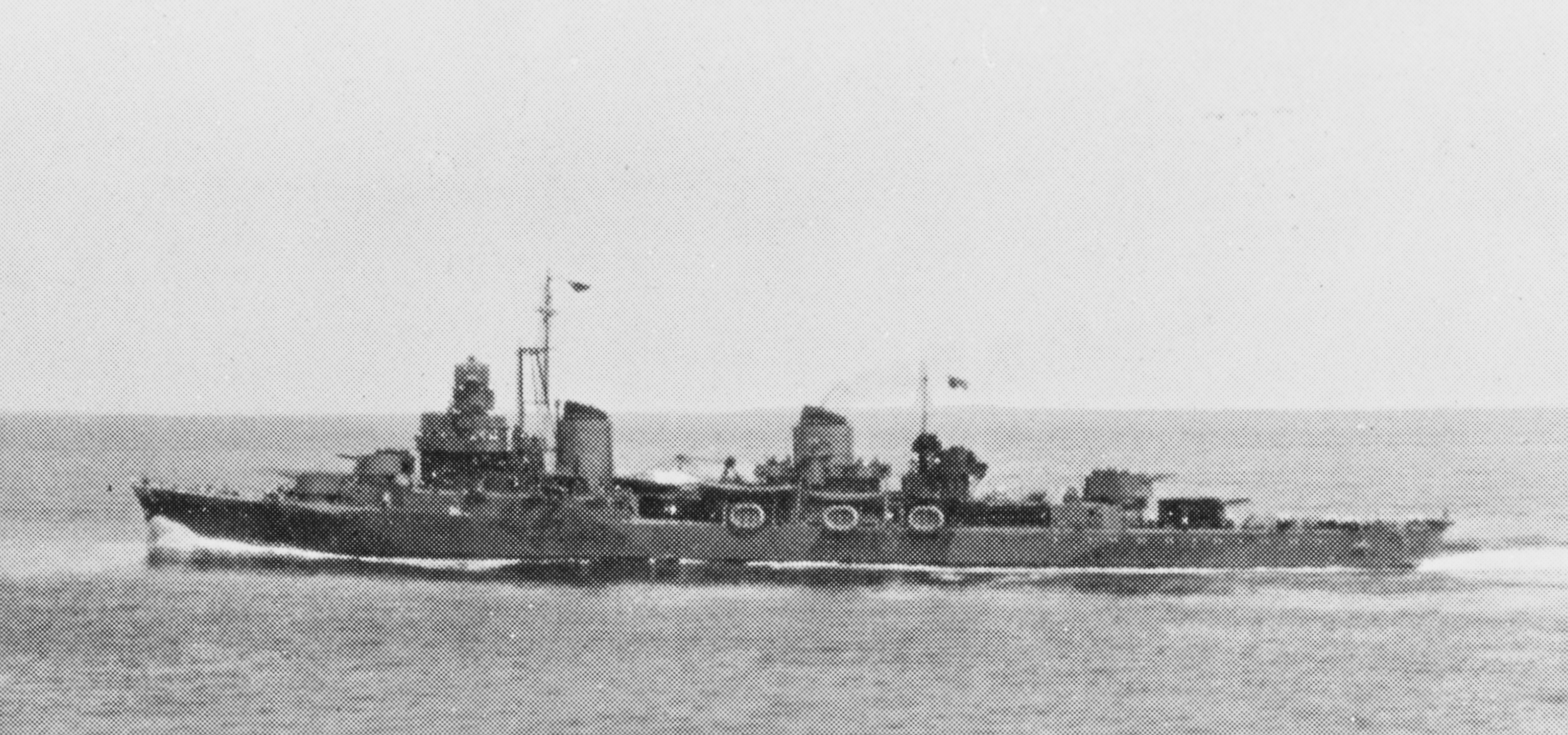
Il Pompeo Magno in navigazione verso Malta dopo la firma dell'armistizio

La proclamazione dell'armistizio causò molta tensione nelle basi della Marina italiana. Il mattino del 9 settembre, dopo che intorno alle 6 lo Scipione aveva lasciato gli ormeggi dopo avere ricevuto l'ordine di raggiungere Pescara, alle altre navi della base giunse l'ordine di partire per Malta. Tra gli ufficiali della base avvenne una riunione nella quale i comandanti delle varie unità propendevano per la decisione di autoaffondare le navi. La riunione fu particolarmente drammatica: il contrammiraglio Giovanni Galati comandante il gruppo degli incrociatori, essendosi rifiutato di dirigersi a Malta, dichiarando l'intenzione di salpare per il Nord, o per cercare un'ultima battaglia, o di autoaffondare le navi, venne messo agli arresti in fortezza dall'ammiraglio Bruto Brivonesi, suo superiore, che aveva tentato invano di convincerlo ad obbedire agli ordini del Re, al quale aveva prestato giuramento. Alla fine prevalse il sentimento dell'obbedienza agli ordini del sovrano e del governo e il gruppo formato dalle due navi da battaglia, dai due incrociatori e dal cacciatorpediniere Nicoloso da Recco lasciò la base di Taranto fra le 16:00 e le 17:00, mentre era in vista la forza navale inglese che scortava il convoglio di truppe diretto a Taranto. Intorno alle 19:00 la formazione venne attaccata da quattro cacciabombardieri tedeschi che si lanciarono in picchiata sulla corazzata Duilio, sganciando bombe a poche metri dalla nave che non subì danni. Le navi reagirono con il fuoco contraereo. Alle 09:30 del giorno successivo un cacciatorpediniere inglese si mise di prora alla formazione raggiunta nel pomeriggio da otto motosiluranti che scortarono navi italiane fino a Malta, ove giunsero alle 17:50, ormeggiandosi al largo di Madliena Tower. Il gruppo guidato dall'ammiraglio Da Zara venne raggiunto dal gruppo proveniente da La Spezia, il cui comando dopo il tragico affondamento della corazzata Roma era stato assunto dall'ammiraglio Oliva.

### Il periodo 1944-1945
Il 4 ottobre salpò da Malta insieme a numerose altre unità per fare rientro in Italia, e inquadrato ella VIII Divisione incrociatori nella base di Taranto, per poi passare il 2 febbraio 1944 alle dipendenze della VII Divisione incrociatori, svolgendo, durante la cobelligeranza, alcune missioni di trasporto.

## Comandanti
- Capitano di Vascello Paolo Mengarini dal 24 giugno al 7 agosto 1943;

- Capitano di fregata Alberto Banfi dall'8 agosto 1943 al 4 settembre 1944;

- Capitano di fregata Nicola Murzi dal 5 settembre 1944 al 13 ottobre 1945.

### La ricostruzione
Dopo la guerra in base alle clausole del trattato di pace era previsto che fosse consegnato alla Francia in conto danni di guerra insieme ai gemelli Regolo e Scipione Africano, e il 1º maggio 1948 era stato posto in disarmo in attesa della consegna; in seguito ad un accordo avvenuto nel luglio 1948 tra i due governi vennero apportate alcune modifiche all'elenco delle navi da consegnare e il Pompeo Magno venne escluso in quanto i francesi credevano fosse afflitto da deformazioni dello scafo, che invece riguardavano il gemello Regolo, che era stato silurato nel 1942 perdendo la prora, che venne sostituita con quella del Caio Mario in costruzione, e venne deciso che il Pompeo Magno fosse cannibalizzato a favore delle altre due unità della classe da consegnare.
Evitata la consegna alla Francia, il 15 giugno 1949 completò il suo disarmo e il 15 maggio 1950 venne ufficialmente radiato dai quadri del naviglio militare, ma avendo l'Italia all'inizio degli anni cinquanta iniziato la ricostruzione della propria Marina invece di essere demolito, con Decreto del presidente della Repubblica del 1º marzo 1951, gli scafi dell'ex Pompeo Magno e del gemello Giulio Germanico, vennero nuovamente inscritti nei quadri del naviglio militare ribattezzati rispettivamente San Giorgio (D 562) e San Marco  e avviati nel 1953 a lavori di ricostruzione come cacciatorpediniere rispettivamente presso i Cantieri del Tirreno di Genova e della Navalmeccanica di Castellammare di Stabia. Al termine dei lavori il San Giorgio, rientrò in servizio nella Marina Militare Italiana nel 1955 mentre il San Marco entrò in servizio all'inizio del 1956. Il 10 aprile 1957 le due navi vennero riclassificate cacciaconduttori. Sottoposto nuovamente a lavori di modifica dal 1963 al 1965, il San Giorgio fu trasformato presso l'Arsenale di La Spezia in nave scuola per gli allievi dell'Accademia navale di Livorno, alternando crociere addestrative a una ridotta attività di squadra. Prestò servizio fino al 1979, anno in cui venne ritirato dal servizio.